# Rezignace (psychologie)
Rezignace v psychologii označuje stav osoby, který je manifestován pasivní apatií vůči zátěži a odevzdaností sebe sama osudu.. K projevům jsou řazeny lhostejnost, depresivní stavy a bezmoc. Dochází k zániku osobních vztahů s okolím a vyloučení emočních projevů.
Dlouhodobá zátěž, stres, může vyústit do rezignace. U osoby vystavené těmto vlivům se snižuje intenzita obranných mechanizmů, která nakonec vede k podlehnutí. Jedinec, který dále nebojuje, činí dobrovolnou volbu vzdání se, vzdorující jedinec se brání tichou rezignací.
U některých nemocných jedinců lze rezignaci pozorovat jako reakci na oznámení o závažném zdravotním stavu (např. diagnóza nádorového onemocnění), stejně jako u starých osob, které mohou mít sníženou motivaci ke zvládání zdravotních komplikací. Ti přechází do stavu pouhého vegetování a čekání na smrt. V tomto smyslu lze rezignaci označit jako předčasnou smrt či psychickou smrt.